# باغ سنگی (فیلم)
باغ سنگی فیلمی مستند داستانی به کارگردانی پرویز کیمیاوی، محصول سال ۱۳۵۵ خورشیدی است. این فیلم در سال ۱۹۷۶ جایزهٔ خرس نقره ای بیست و ششمین جشنواره بین‌المللی فیلم برلین را از آن خود کرد . داستان فیلم برگرفته از زندگی فردی بنام درویش خان اسفندیار پور است که نزدیکی شهر کوچکی بنام بَلوَرد در فاصله حدود ۴۰ کیلومتری شهر سیرجان در استان کرمان باغی بنام باغ سنگی ایجاد می‌کند.

## خلاصه داستان مستند
درویش خان اسفندیار پور، مردی کر و لال با خانواده‌اش از طریق چوپانی و باغبانی زندگی می‌کند. او پس از اصلاحات ارضی در سال ۱۳۴۰ برای اعتراض به از دست دادن املاکش، دست از باغ‌داری برمی‌دارد تا اینکه همهٔ درختان زمین باقی ماندهٔ او خشک شوند. او به همه شاخه‌های درخت‌های میوه سنگ آویزان می‌کند و از آنها چون میوه حقیقی مراقبت می‌کند. بر همین اساس بر سنگ آرامگاه او چند بیتی از شاعر به نام شهر سیرجان خانم سید رخساره شهیدی آورده شده است. در ادامه این ابیات (با تصحیح بر اساس متن اولیه کتاب افسانه محبت اثر رخساره شهیدی) آورده شده است:
رهرويي دردآشنا ديدم که هستي باخته
بعد عمري رنج و محنت باغ سنگي ساخته
ميوه هاي آن درختان سنگ هاي گونه گون
با دو صد خون جگر بر رشته اي افراخته
باغ سنگش را دگر ظالم نمي گيرد از او
با چنان اميد او اين چنينش ساخته